# 顺安镇
顺安镇，是中国安徽省铜陵市义安区下属的一个镇。
顺安镇位于铜陵市中东部，东部有凤凰山风景区。
2009年11月成为安徽省“扩权强镇”的试点，安徽省政府将下放部分行政审批权和执法权，在城管、环保、劳动、安全生产、食品安全、工商等领域，委托试点镇行使县级行政审批许可和处罚权，并可成立综合性的行政管理执法机构，具体处理相关事宜。
2018年10月，将义安区顺安镇长龙山村鲁村、新庄、花元、下湾、新塘、黄湾、上湾、毛湾、罗冲、马冲等10个村民组划归铜官区西湖镇管辖。

## 行政区划
现辖：
义安社区、长龙山村、东正社区、金山社区、丹凤社区、金港村、城山村、沈桥村、高岭村、凤凰山村、星月村、盛瑶村、新湖村、明湖村、东垅村和先进村。